# Asiceratinops
Genre
Asiceratinops est un genre d'araignées aranéomorphes de la famille des Linyphiidae.

## Distribution
Les espèces de ce genre sont endémiques de Sibérie en Russie,.

## Liste des espèces
Selon World Spider Catalog (version 16.5, 28/07/2015) :
- Asiceratinops amurensis (Eskov, 1992)
- Asiceratinops kolymensis (Eskov, 1992)

## Publication originale
- Eskov, 1992 : A restudy of the generic composition of the linyphiid spider fauna of the Far East (Araneida: Linyphiidae). Entomologica Scandinavica, vol. 23, no 2, p. 153-168.